# Mijaíl Kriukin
Mijaíl Kriukin (Unión Soviética, 1955) es un nadador  retirado especializado en pruebas de estilo braza, donde consiguió ser subcampeón mundial en 1973 en los 100 metros estilo braza.

## Carrera deportiva
En el Campeonato Mundial de Natación de 1973 celebrado en Belgrado (Yugoslavia), ganó la medalla de plata en los 100 metros estilo braza, con un tiempo de 1:04.61 segundos, tras el estadounidense John Hencken  (oro con 1:04.02 segundos) y por delante del japonés Nobutaka Taguchi  (bronce con 1:05.61 segundos).